# Freie Wohlfahrtspflege des Landes Nordrhein-Westfalen

Logo des Bundesverbandes

Die Freie Wohlfahrtspflege des Landes Nordrhein-Westfalen e. V. ist die Arbeitsgemeinschaft der Spitzenverbände der Freien Wohlfahrtspflege des Landes Nordrhein-Westfalen. Sie besteht aus Arbeiterwohlfahrt, Caritas, Der Paritätische, Deutsches Rotes Kreuz, Diakonische Werke und Jüdische Kultusgemeinden und deren 17 Spitzenverbänden. Ihre  Ziele sind die Weiterentwicklung der sozialen Arbeit in Nordrhein-Westfalen und die Sicherung bestehender Angebote. Dies geschieht durch Lobbyarbeit in der Politik Presse- und Öffentlichkeitsarbeit, Kooperation mit den Ämtern von Kreisen und Kommunen in NRW, durch die Unterstützung von Gruppen sozial Benachteiligter. Auf Landesebene arbeitet  die Freie Wohlfahrtspflege NRW an der Sozialgesetzgebung mit.